# 다카라즈카 대극장

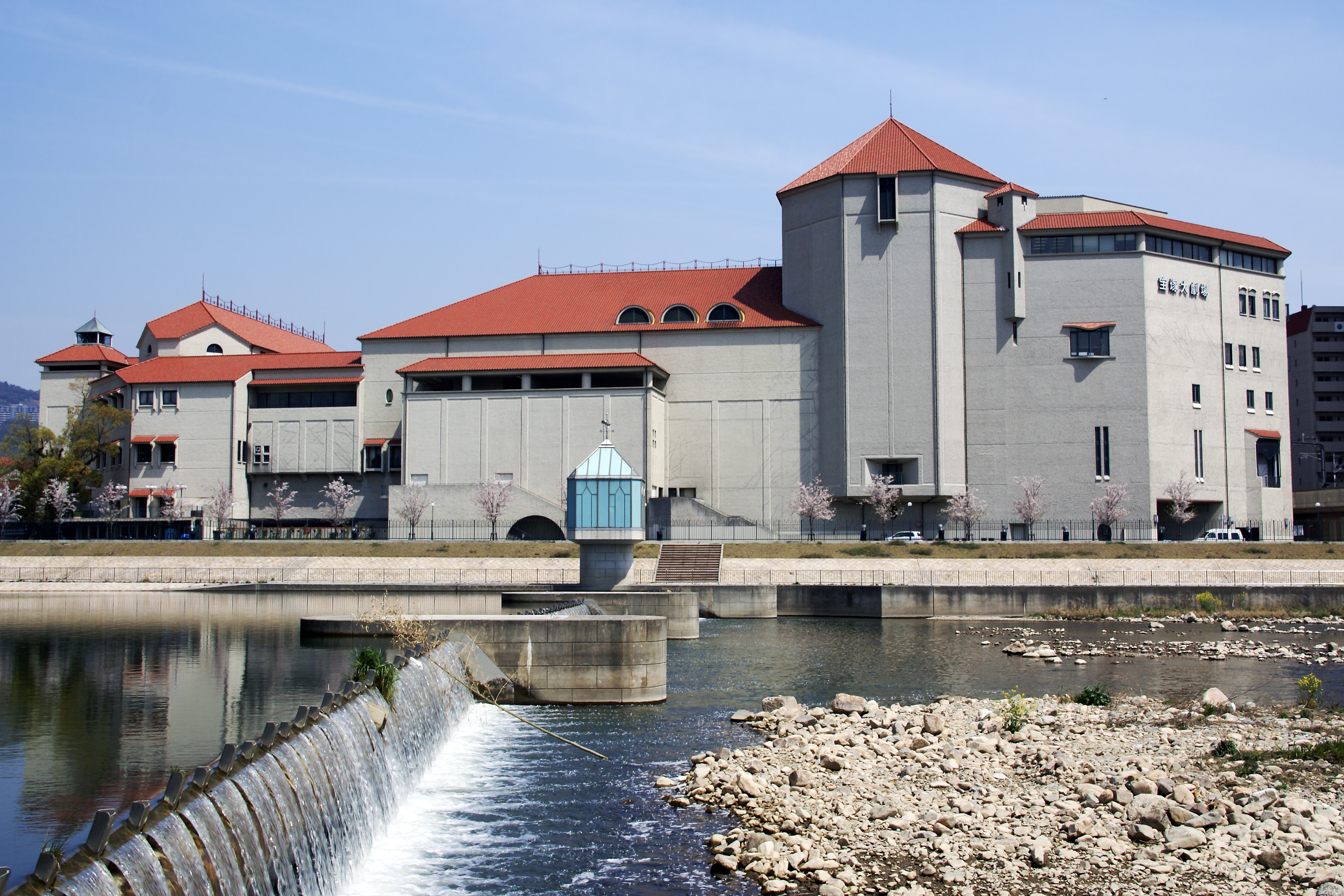
무코 강변에 세워진 다카라즈카 대극장(우)과 바우홀

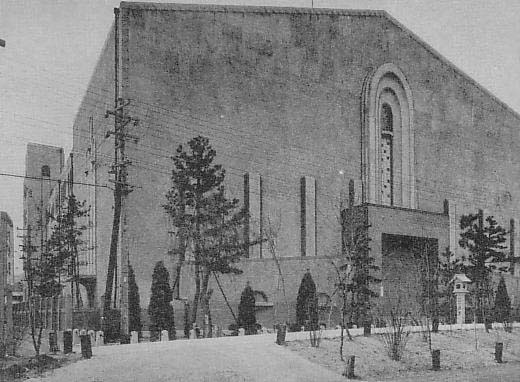
2차 세계대전 이전의 다카라즈카 대극장(초대)

다카라즈카 대극장(宝塚大劇場)은 효고현 다카라즈카시사카에마치에 있는 극장. 다카라즈카 가극단의 본거지이며 각 조에 의한 뮤지컬 공연으로 매년 100만명 이상의 관객을 동원한다. 그 외의 음악 콘서트도 정기, 부정기적으로 개최. 1층석과 2층석이 있고 총 좌석수는 2550석. 소극장 「다카라즈카 바우홀」(좌석 수 526석)을 병설하고 있다.
극장의 관리와 무대장치 등의 제작은 한큐 전철 계열의 주식회사 다카라즈카 무대에서 담당하고 있다.

## 다카라즈카 대극장(초대)
1924년 개장. 좌석 수 3500. 다카라즈카 가극의 창설 당초 공연했던 『파라다이스 극장』(수영장을 개조한 것으로 화재에 의해 소실)을 대신하여 1992년까지 많은 작품을 상연 하였다.
준공당시에는 가부키좌나 남좌 등의 가부키 극장과 같은 하나미치가 설치되어 있었지만, 『은교』으 설치에 따라 철거되어 은교와 무대끝의 길이 하나미치를 대신하게 되었다.
1927년 9월 1일에 일본 최초의 레뷰 『몽 파리～나의 파리여!～』를 상연한 이후로 레뷰 작품을 차례차례 상연하여 황금기를 맞이하였다.
1935년 1월 25일에 화재가 발생했지만 고바야시 이치조의 결단에 의해 신속히 복구되어 같은 해 4월에 재개관 했다. 오마츠 오토메, 미우라 토키코, 타치바나 카오루, 사요 후쿠코, 아시하라 쿠니코, 쿠사부에 요시코, 미나미 요시에, 카스가노 야치요, 카미요 니시키, 키리타치 노보루, 토도로키 유키코 등의 많은 스타가 이 시대를 장식하였다.
하지만 전쟁 상황이 악화됨에 따라 전쟁을 의식한 작품이 많아지고, 1944년 『권화장(勧進帳)／날개의 결전』을 끝으로 대극장은 폐쇄, 해군에 접수되었다.
1945년, 일본의 패전으로 미군에 접수되지만 후에 반환되어 1946년 『카르멘／봄의 춤(사랑의 꿈)』으로 재개관. 카스가노 야치요, 후루사토 아케미, 오토와 노부코, 코시지 후부키, 아와지마 치카게, 쿠지 아사미, 미나미 유코 등의 스타가 전쟁으로 상처받은 사람들의 마음을 어루만졌다. 그 후 1950년대부터 1960년대에 걸쳐서는 『우미인』, 『샹고』, 『자바 섬의 춤추는 아이』, 『화려한 천박자』, 『웨스트사이드 이야기』등 많은 대표작을 상연하여 스미 하나요, 타카치호 히즈루, 아리마 이나코, 아카시 테루코, 아라타마 미치요, 야치구사 카오루, 요도 카호루, 하마 유코, 나치 와타루 등의 스타가 활약하였다.
1958년 4월 1일, 하나구미가 공연하던 『다카라즈카 봄의 춤／꽃 속의 아이들』의 상연중에 대역으로 출연중이던 츠키구미의 카즈키 히로미가 승강 무대의 기계장치에 의상의 옷자락이 끼여, 의상에 설치되어있던 강철 벨트에 의해 몸이 절단되어 사망하는 사고가 발생했다.
1974년에 『베르사이유의 장미』, 1977년에 『바람과 함께 사라지다』가 상연되어 하츠카제 준, 하루나 유리、미기와 나츠코, 오토리 란, 안나 준, 마츠 아키라, 우에하라 마리, 세토우치 미야, 준 나츠키 등의 스타가 구색을 더하였다.
1980년대에는 아사미 레이, 미네 사오리, 타카시오 토모에, 다이치 마오, 쿠로키 히토미, 츠루기 미유키 등의 스타를 배출한 대극장이었지만, 60년 이상의 세월이 흐름에 따라 노후되어 같은 부지 내에 새로운 설비를 갖춘 새 대극장이 건설되어 1992년 11월의 모리 케아키 퇴단공연 『츄신구라』를 끝으로 68년의 막을 내렸다. 또한 극단원 이외에 최연소로 구 극장 땅을 밟은 것은 당시 초등학생이던 다카라젠느 지망생인 여자아이였으며, 천추락 공연에 모리 케아키에게 꽃다발을 전달할 때였다.

다카라즈카 가극 이외에는 헤르베르트 폰 카라얀과 NHK교향악단의 연주회(1954년)이나 NHK이탈리아 가극단의 상연(1956년, 1959년), 빌리지 싱어즈・쇼(1968년), 코시지 후부키 리사이틀(1975년) 등도 행해졌다. 그 외에도 매년 1월에 아마추어 톱 콘서트가 개최된다.

## 다카라즈카 대극장(2대째)

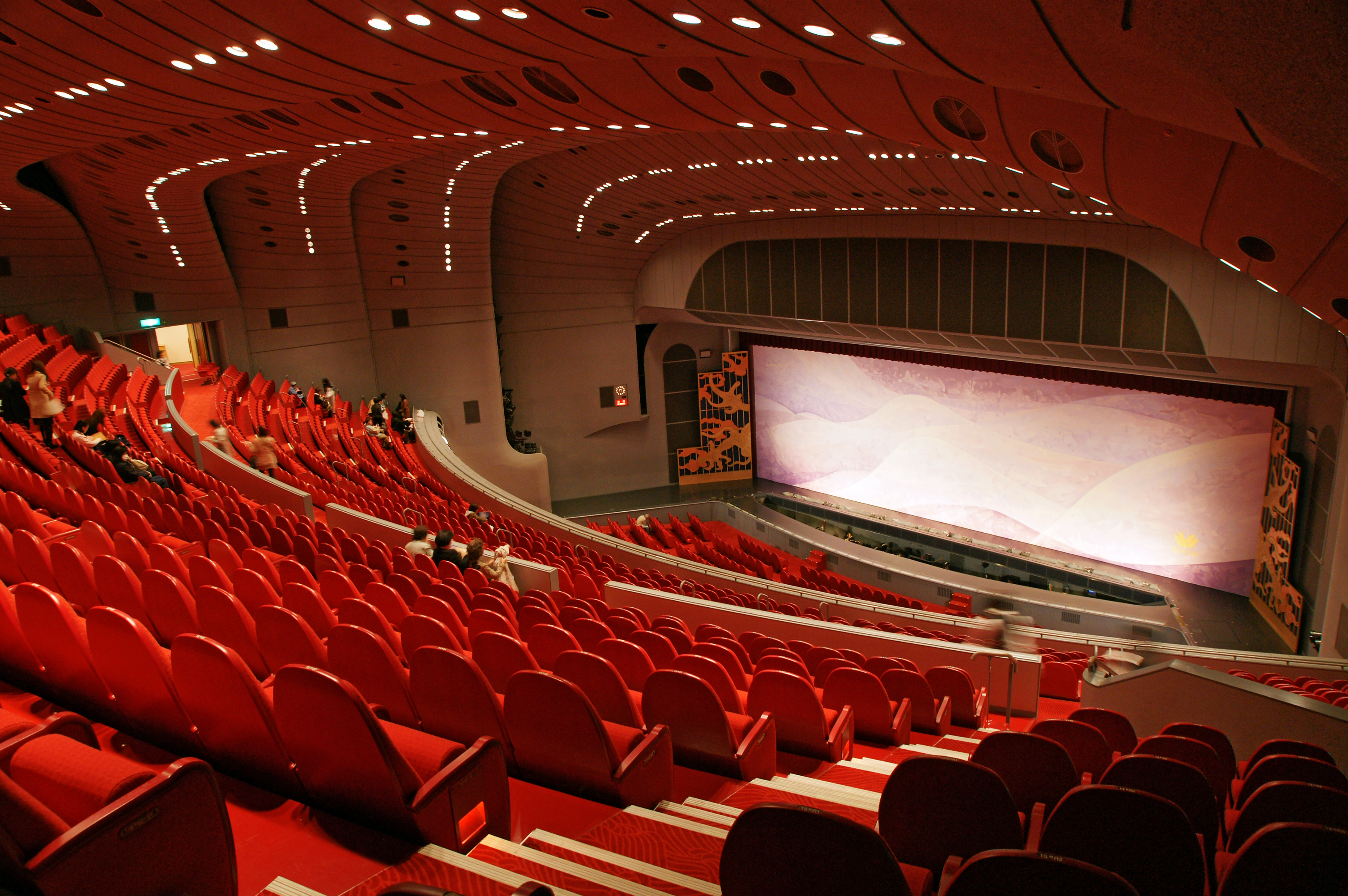
좌석

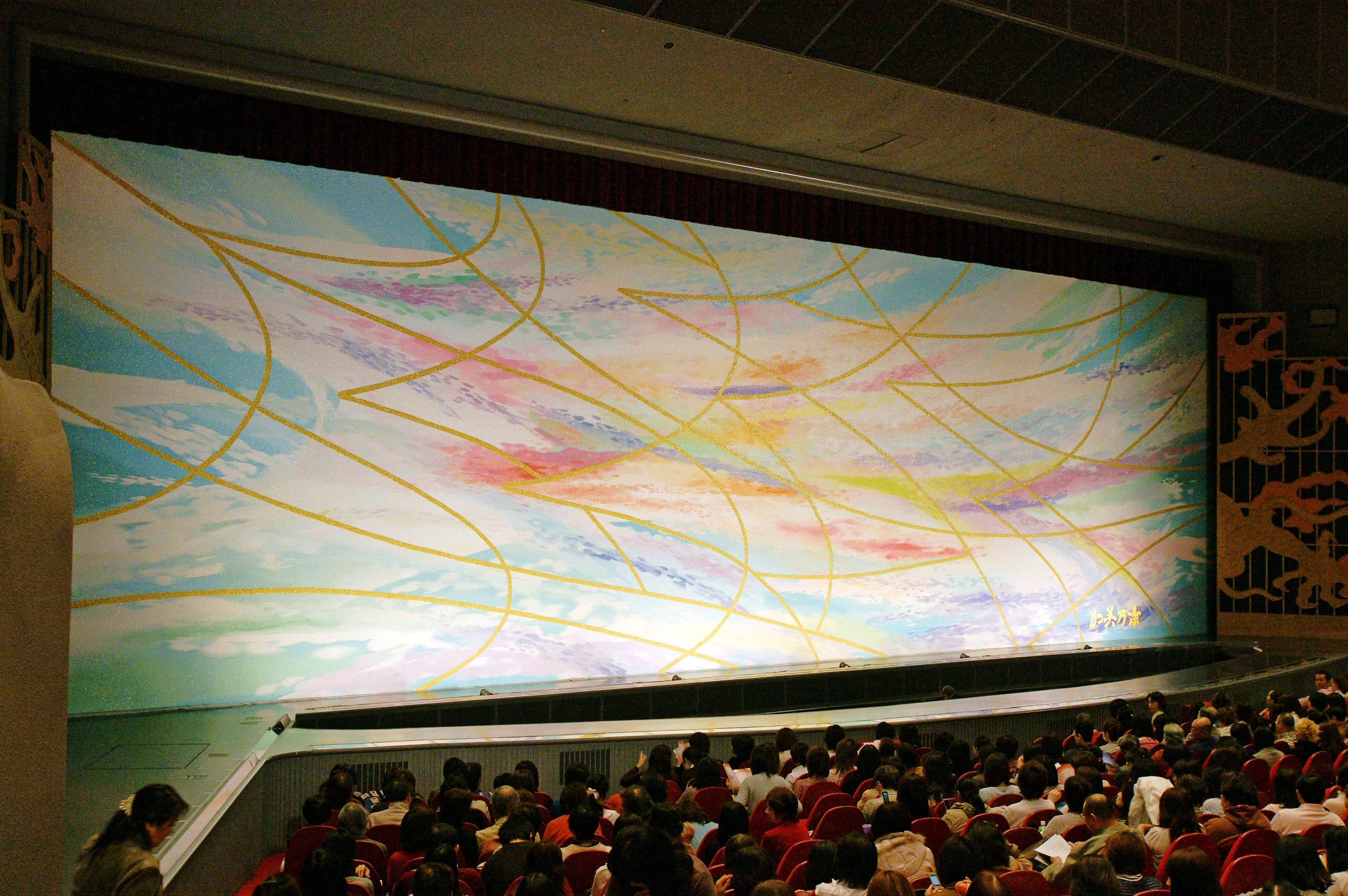
카미노모토가 기부한 다카라즈카 대극장의 단장

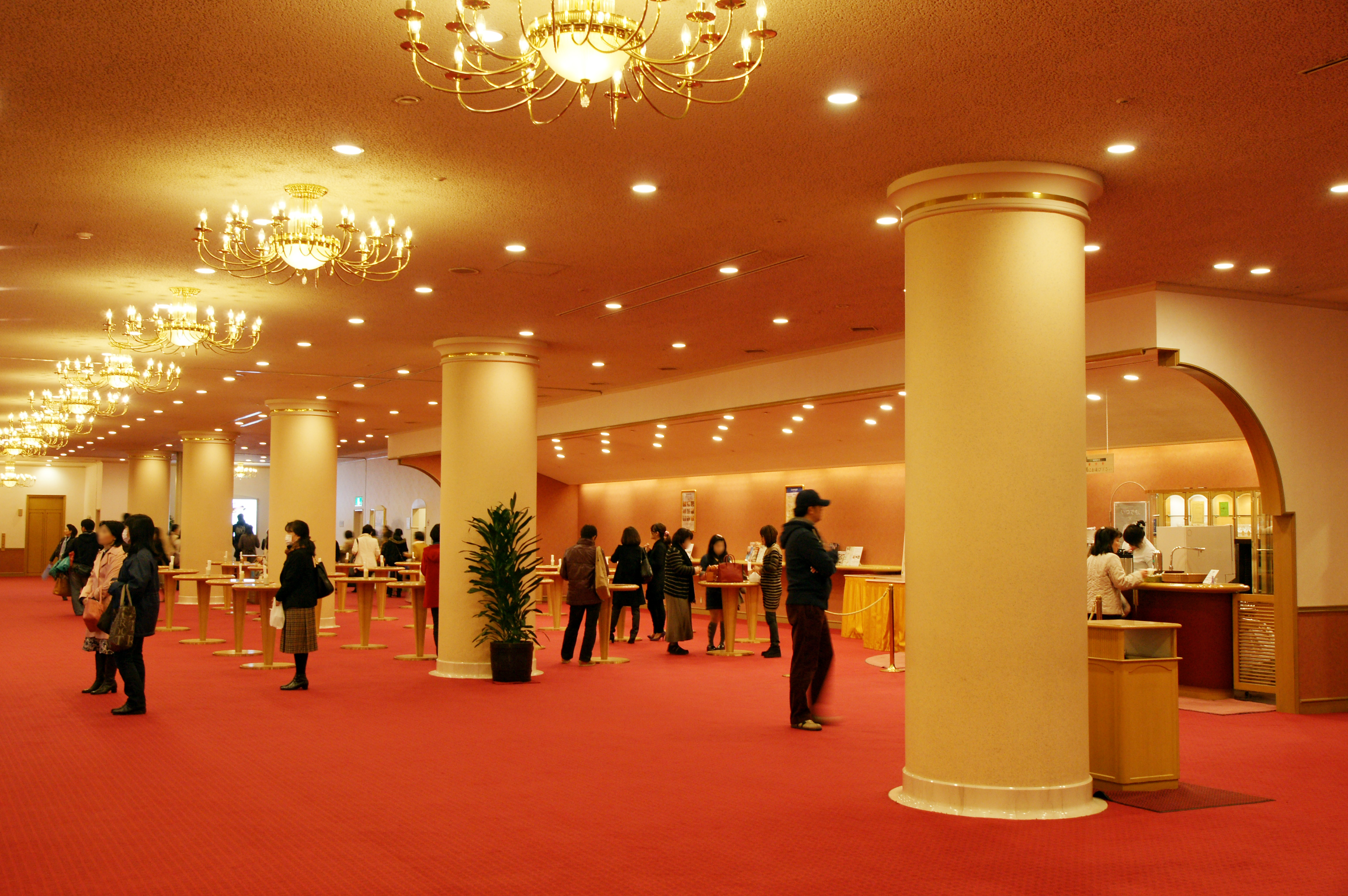
라운지

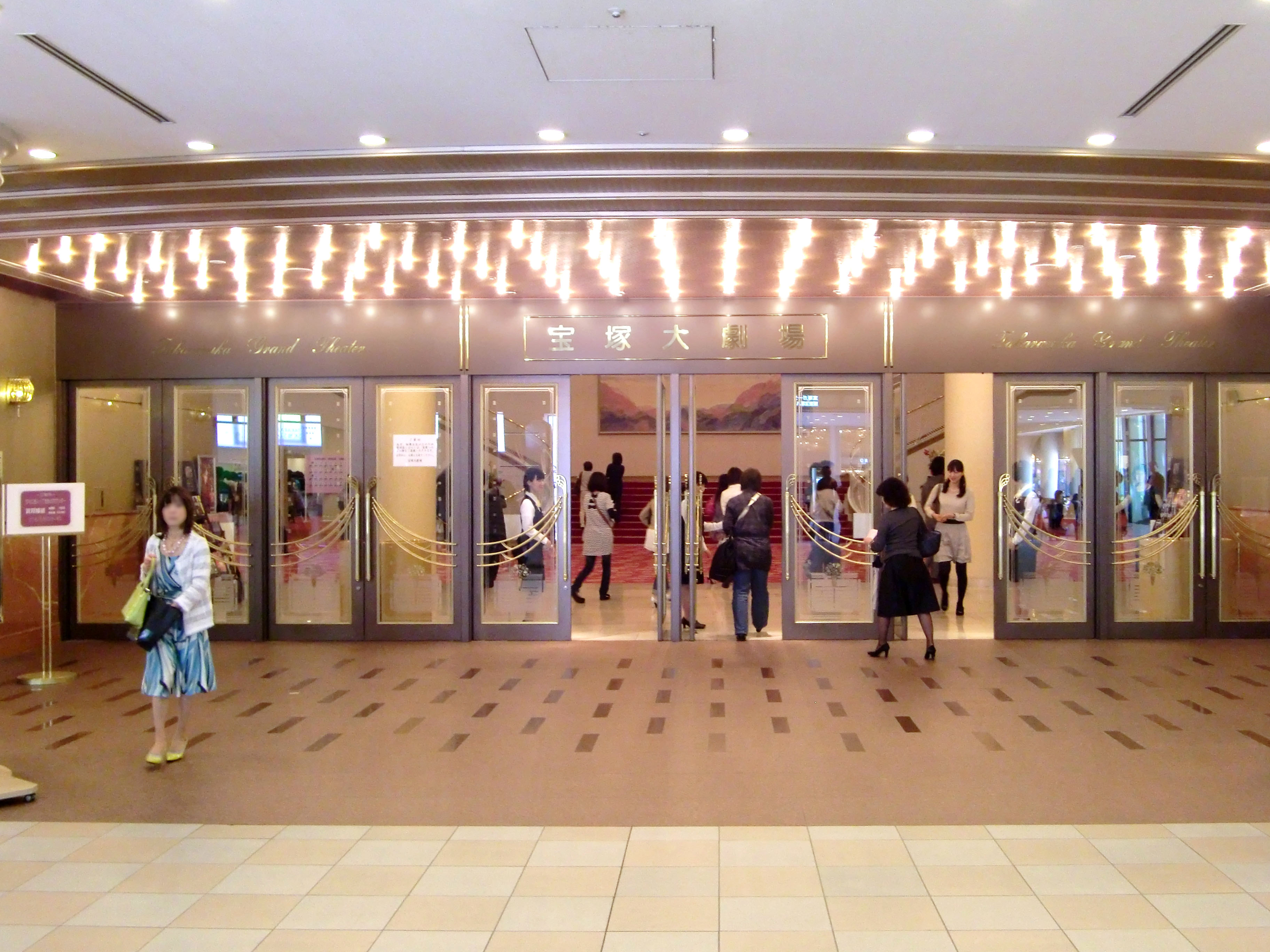
정면 입구

1993년 1월 1일 개장. 좌석 수 2,550. 남유럽풍의 외관이다. 초대 대극장과 다른 점으로는,
- 다카라즈카 가극단 전용의 극장이다
- 끌어올리는 장치는 2단식으로 하여 차회 공연의 리허설도 스테이지 위에서 가능하게 한 것
- 좌석을 어긋나게 배열함으로써 앞줄의 관객이 뒷줄 관객의 시야를 방해하지 않게 배려 한 것
- 좌석의 후방에 윗층을 지지하는 기둥이 있었지만 철거되어 관극하기 좋은 객석이 된 것
- 3층 좌석을 두지 않고 좌석 공간을 넓게 한 것
- 조명 시스템은 컴퓨터 제어를 도입하여 약 1000가지 패턴의 연출에 대응할 수 있게 된 것 등이 있다.

개장 축하 공연은 시온 유우가 이끄는 호시구미의 『보수송(宝寿頌)/Parfum de Paris』. 초기에는 안쥬 미라, 이치로 마키, 아마미 유키가 활약.
1995년 1월 17일에 일어난 한신 아와지 대지진때에는, 천정을 지지하는 기둥이 부러져 큰 피해를 입는다. 안쥬 미라의 퇴단공연 등이 전일정 중지에 몰리면서도 3월에는 복구하여 『국경없는 지도』로 재개되었다. 이듬해인 1996년, 빈 뮤지컬 『엘리자벳』이 일본 초연으로 대성공을 거둔다.
1998년에 소라구미가 발족하여 도쿄 다카라즈카 극장 재건설 공사기간중의 가설 극장 TAKARAZUKA1000days극장의 개장때부터 다카라즈카, 도쿄가 같이 연속으로 공연이 실시되어, 공연 형태에 변화가 생겼다.
2004년 말에는 은교의 커브를 완만하게 하여 1층 앞열 중앙의 좌석을 27석 늘리는 공사를 실시. 2005년부터 객석 수는 2,550석이 되었다. 2009년부터 1층 앞줄을 0열에서 1열로 개칭하고 좌석의 등급을 재 설정하였다.
2011년 3월 30일에는 영화 「한큐 전철 편도 15분의 기적」의 시사회가 상연되었다. 대극장에서 영화 이벤트가 열리는 것은 대극장 창설 이후 처음있는 일이었다.
2014년 4월에 다카라즈카 가극단이 창립 100주년을 맞이하는 것에 맞추어,다카라즈카 시에서는 대극장 주변 동네 이름을 「가극 동(歌劇町)」로 바꿀 계획이었지만 주민들로부터 반발이 강해 변경을 단념하였다.

## 시설
다카라즈카 대극장의 건물중에는 다카라즈카 바우홀이외에 하기의 시설이 병설되어 있다. 캬토르 레브를 제외한 모든 시설은 극장의 휴연일을 정기휴일로 하고있다.
다카라즈카 가극의 전당
「Salon de Takarazuka 쁘띠 뮤지엄」을 보수하여 2014년 4월 4일 오픈。
제 1전시실은 「전당 Zone」으로, 다카라즈카 가극단의 발전에 공헌한 「다카라즈카 가극의 전당」 에 전시될 작품으로 선발된 단원, 스태프들 100명의 연고품이나 의상 등이 전시되어있다.
제 2전시실은 「기획전 Zone, 현재의 다카라즈카 가극 Zone」으로, 다카라즈카의 공연에 실제로 사용했던 의상이나 소도구, 공연 사진, 역대 스타의 사진이나 손모양 등이 전시되어 있다. 공연에서 사용했던 날개나 샹샹 등의 소도구를 실제로 만져 볼 수도 있고, 현재의 다카라즈카 Zone 은 사진촬영도 허가되어 있다.
Salon de Takarazuka 스테이지 스튜디오 ・ 무대화장 서비스
다카라즈카의 공연에 사용한 의상을 실제로 입어보고 사진 촬영을 할 수 있는 스튜디오.다카라즈카의 무대화장을 체험할 수 있는 서비스도 병설되어 있어, 실제로 무대에 올라가 있는 것과 같은 모습을 체험할 수 있다
다카라즈카 레뷰 우체국
우표, 엽서, 우편환 등의 판매, 우체국 택배 취급, 우체국 앞에 설치된 우체통의 일반 우편 집하를 담담하고 있다. 이곳에서 엽서나 편지를 우체통에 넣으면, 라인댄스 등의 모양이 있는 도장이 찍힌다(소인의 우체국명은 다카라즈카 레뷰 임시 출장소). 우체국의 출장소이기 때문에 기술한 사항 이외의 창구업무는 하지 않는다.
레스토랑
8개의 레스토랑이 병설되어 있으며 공연중에 영업한다. 그 중에는 다카라즈카 호텔 직영 레스토랑이나 예약하면 대기시간 없이 식사가 가능한 레스토랑도 있다.
매점
극장 안과 밖에 각각 매점이 있으며, 극장내에서는 인터미션때 먹을 수 있는 간단한 먹거리, 음료수, 과자 등을 팔고있다. 극장 밖의 매점에서는 다카라즈카다운 분위기의 잡화, 공연에 연관된 특산품 과자들부터 톱스타의 사진이 들어간 틴케이스의 탄산센베이 등을 취급하는 가게가 있다.
키즈룸
다카라즈카 가극을 관극하고 있을 동안 아이를 맡길 수 있는 시설. 4개월부터 9세까지의 아이를 맡길 수 있으며, 보육사 자격을 가진 베이비시터가 아이를 보살핀다. 이용하기 위해서는 예약이 필요하다.
2014년 리뉴얼함에 따라 한큐 다카라즈카 하우징 가든으로 이전.
캬토르 레브 다카라즈카점
다카라즈카 가극단 오피셜 굿즈를 판매하는 곳. 공연 프로그램, 공연관련 굿즈, 공연 무대사진, 브로마이드, 다카라즈카 오리지널 굿즈, 톱스타 감수 굿즈, 공연 CD나 DVD, 「가극」 「다카라즈카 GRAPH」와 같은 출판물을 취급하고 있다.

## 그 외
구 극장과 2대째 극장 모두 다카라즈카 패밀리 랜드 안에 있었지만 구 극장 시대에는 가극 티켓 대금에 다카라즈카 패밀리 랜드의 입장료는 포함되어 있지 않았으며, 현지에서 입장권을 구입해야 했다. 2대째 대극장 완성 후(패밀리 랜드 폐쇄시까지)에는 티켓 대금에 다카라즈카 패밀리 랜드의 입장료도 포함되었으며, 티켓을 보여주면 입장할 수 있었다. 패밀리 랜드 폐쇄 후에는 다카라즈카 가든 필즈(2013년 12월 폐쇄)에 입장할 수 있었다.

### 은교
오케스트라 박스와 관객석의 사이에 좌우의 무대 끝을 잇는 에이프런 스테이지가 설치되어 있고 이것을 은교라고 부른다.

## 교통
- 한큐 다카라즈카 본선・한큐 전철 이마즈 선 다카라즈카역에서 도보 10분
- 한큐 전철 이마즈 선 다카라즈카미나미구치 역에서 도보 10분
- JR 다카라즈카 선(후쿠치야마 선) 다카라즈카 역에서 도보 10분

## 주변정보
- 다카라즈카 가든 필즈
- 다카라즈카 시립 데즈카 오사무 기념관
- 다카라즈카 호텔 - 다이쇼 15년 건립의 근대건축